# Helvingija
Helvingija (lat. Helwingia), biljni rod, jedini u porodici kojoj je dao ime Helwingiaceae. Sastoji se od četiri vrste grmova koji rastu po Aziji, točnije u Kini (s Tibetom), Japanu, Nepalu, Butanu, Burmi, Indiji i Tajlandu.
U Cronquistovom sustavu vrste ovog roda klasificirane su u porodicu drjenovki (Cornaceae).

## Vrste
1. Helwingia chinensis Batalin
2. Helwingia himalaica Hook.f. & Thomson ex C.B.Clarke
3. Helwingia japonica (Thunb.) F.Dietr.
4. Helwingia omeiensis (W.P.Fang) H.Hara & S.Kuros.

## Vanjske poveznice
|  | Zajednički poslužitelj ima još gradiva o temi Helwingia |
|  | Wikivrste imaju podatke o taksonu Helwingia             |